# (18635) Frouard
(18635) Frouard est un astéroïde de la ceinture principale découvert par l'étude OCA-DLR le 2 mars 1998.
Il a été ainsi baptisé en l'honneur de la commune de Frouard en Lorraine.

## Caractéristiques
Frouard possède une vitesse orbitale moyenne de 18,678 850 54 km/s ainsi qu'une inclinaison de 0,76565º.
Cet astéroïde à une excentricité orbitale de 0,1805430, ce qui lui confère alors une orbite de forme elliptique. Sa période de révolution est de 1478,416 jours, soit 4,05 ans.
Sa principale désignation est 1998 EX1. Ses désignations alternatives sont 1979 QT et 1991 PY25.